# مركز الأمير سلطان للدراسات والبحوث الدفاعية
مركز الأمير سلطان للدراسات والبحوث الدفاعية هو مركز يهدف إلى تعزيز ودعم توجهات السعودية الدفاعية والأمنية من خلال إجراء وتطوير البحوث النوعية والتقنية المرتبطة بالمجالات الدفاعية والأمنية والاستراتيجية. وإنشاء معامل متقدمة، وتطوير الابتكارات التقنية للمنتجات ذات الصلة بالدفاع والأمن. تم تأسيس المركز في 16 شعبان 1437 هـ الموافق 23 مايو 2016.

## نبذة عن المركز
يعمل مركز الأمير سلطان للدراسات والبحوث الدفاعية على بناء قاعدة المعارف والخبرات في المجالات ذات الأهمية الإستراتيجية المتعلقة بالعمليات العسكرية والأمنية، وإنشاء المرافق والمعامل المتقدمة وتنمية القدرات لأداء الاختبارات الفنية وتقويم أداء المعدات، وتوسعة قدرة القطاعات الصناعية المنتجة في السعودية لتطوير الابتكار التقني للمنتجات والحلول ذات الصلة بالدفاع والأمن، ومتابعة التطورات والابتكارات الحديثة في مجال الصناعات الدفاعية والأمنية ودراسة تأثيرها، إضافة إلى التعاون مع الجامعات ومراكز البحوث العلمية والتقنية في داخل السعودية وخارجها، للقيام بأنشطة مشتركة وتبادل المعلومات والخبرة معها، وإعداد البرامج التدريبية والتأهيلية المتخصصة وتنفيذها. ويرأس مجلس أمناء المركز وزير الدفاع، وأعضاؤه قائد القوات الجوية الملكية السعودية، ومدير جامعة الملك سعود، وممثل من وزارة المالية، فيما يكون مدير المركز أمينا للمجلس، إضافة لتعيين شخصين من ذوي الاختصاص والمهارات العلمية والتميز والخبرة في مجال الصناعات الدفاعية والأمنية والبحث العلمي من القوات المسلحة السعودية، وشخصين من أعضاء هيئة التدريس في جامعة الملك سعود، وشخصين من القطاع الخاص، ويكون تعيينهم بقرار من مجلس الوزراء بناء على اقتراح من وزير الدفاع لمدة ثلاث سنوات قابلة للتجديد، وتحدد مكافآت أعضاء المجلس بقرار من مجلس الوزراء.

## اهداف المركز
قائمة أهداف المركز:
1. إجراء البحوث العلمية والتطبيقية ذات الصلة بالصناعات الدفاعية والأمنية فيما يخدم مصالح السعودية.
2. إنجاز البحوث التطبيقية والتطويرية لدعم القدرات الفنية وتقديم الحلول. إجراء الدراسات والاستشارات العلمية المتخصصة.
3. المساهمة في الإشراف الفني على برامج نقل التقنية المرتبطة بعقود شراء المعدات والأسلحة. المساهمة في رفع أداء الصناعات الدفاعية الأمنية في المملكة وتطويرها.
4. بناء قاعدة المعارف والخبرات في المجالات ذات الأهمية الاستراتيجية المتعلقة بالعمليات العسكرية والأمنية. إنشاء المرافق والمعامل المتقدمة وتنمية القدرات لأداء الاختبارات الفنية وتقويم أداء المعدات.
5. توسعة قدرة القطاعات الصناعية المنتجة في المملكة لتطوير الابتكار التقني للمنتجات والحلول ذات الصلة بالدفاع والأمن.
6. متابعة التطورات والابتكارات الحديثة في مجال الصناعات الدفاعية والأمنية ودراسة تأثيرها.
7. التعاون مع الجامعات ومراكز البحوث العلمية والتقنية في داخل المملكة وخارجها،
8. لأداء أنشطة مشتركة وتبادل المعلومات والخبرة معها.
9. إعداد البرامج التدريبية والتأهيلية المتخصصة وتنفيذها.
10. أي مهمة أخرى يكلف بها في مجال اختصاصه.